# Javier (Leyte)
Javier é um município de  quarta classe de renda municipal (d) na província Leyte, nas Filipinas. De acordo com o censo de 1 de maio  de  2020 possui uma população de 26 658 pessoas e 6 980 domicílios.